# Vicky (film, 2015)
Pour les articles homonymes, voir Vicky.
Ne doit pas être confondu avec Vicky (film, 1953).
Pour plus de détails, voir Fiche technique et Distribution.
Vicky est une comédie française réalisée par Denis Imbert, sortie en 2015.

## Synopsis
Victoire « Vicky » Bonhomme (Victoria Bedos), bientôt trentenaire, s'émancipe enfin, ce qui déplaît à sa famille. Pour survivre, elle doit se remettre en question. Elle rencontre Banjo, un chanteur de bar qui va lui faire découvrir l'alcool, le sexe et sa voix.

## Fiche technique
- Titre : Vicky
- Réalisation : Denis Imbert
- Scénario : Denis Imbert et Victoria Bedos
- Musique : Olivier Urvoy de Closmadeuc
- Montage : Stéphanie Pelissier
- Photographie : Antoine Sanier
- Décors :
- Costumes : Marie Credou et Emmanuelle Youchnovski
- Producteur : David Giordano
- Production : Gaumont, SofiTVciné 2
- Distribution : Gaumont
- Pays d'origine :  France
- Genre : Comédie
- Durée : 90 minutes
- Dates de sortie :
  - France : 17 décembre 2015 (au Festival de cinéma européen des Arcs) ; 8 juin 2016 (dans les salles)

## Distribution
- Victoria Bedos : Victoire « Vicky » Bonhomme
  - Noémie Lemercier : Vicky jeune
- Chantal Lauby : Nicole Bonhomme, mère de Vicky
- François Berléand : Albert Bonhomme, père de Vicky, comédien
- Olivier Urvoy de Closmadeuc : Banjo, chanteur de bar
- Benjamin Biolay : Moy, chanteur célèbre
- Jonathan Cohen : Tim Bonhomme, frère ainé de Vicky, humoriste
- Marc Andreoni : Bernard, patron de café
- Meriem Serbah : Samia
- Benjamin Bellecour : Sylvain Chamoux, ex-fiancé de Vicky
- Noël Sorrente : un garde du corps
- Sara Mortensen : Pauline
- Guillaume Clérice : Olivier
- Hugues Martel : Le père François
- Michaël Cohen : Yann
- Jessica Tougloh : Fatou
- Clémence Thioly : Alice Perron
- Renaud Bouchery : Gonzague
- Stéphane Malassenet : L'éboueur
- Fabienne Luchetti : L'infirmière
- Djemel Barek : Chauffeur taxi 1
- Grégoire Bonnet : Michel
- Alexandra Roth : Vanessa groupie Tim 1
- Jessica Morali : Karine groupie Tim 2
- William Gay : Jogger
- Arnaud Appréderis : Chauffeur taxi 2
- Gilles Bellomi : Chauffeur taxi 3
- Nina Gary : Aline
- Eddy Leduc : Mec Andy Wahloo
- Thierry Perkins-Lyautey : Manager Moy
- Paloma Coquant : Fille 1 tour Moy
- Roxane Le Texier : Fille 2 tour Moy
- Magali Muxart : Une grande bourgeoise
- Éric de Montalier : Mari grande bourgeoise
- Alexis Manenti : Christophe régisseur théâtre
- Olivier Barthélémy : Journaliste plateau Tim

## Accueil

### Box office
- France : 68 728 entrées[1]